# El secuestro
El secuestro (en francés, La disparition) es la cuarta novela editada del escritor francés Georges Perec, publicada en 1969 en la colección «Les Lettres Nouvelles» de Éditions Denoël. En castellano fue publicada por primera vez en 1997, en la colección «Panorama de narrativas» de Editorial Anagrama, con traducción de Marisol Arbués, Mercè Burrel, Marc Parayre, Hermes Salceda y Regina Vega, gracias a la cual obtuvieron el Premio Stendhal de traducción 1998.
Se trata de una novela de intriga escrita como un lipograma donde se omite la letra «E», la más frecuente en el idioma francés. Para la traducción de Anagrama se optó a su vez por omitir la letra «A», por ser la más común del castellano. Esta traducción inevitablemente conllevó alteraciones semánticas, lo que resultó en una novela un tanto distinta de la original.
La siguiente novela de Perec, publicada en 1972, se tituló Les Revenentes y actúa como contrapunto de La Disparition, en el sentido que en ella la única vocal utilizada es la «E».

## Creación de la obra
De acuerdo con el post scriptum, el mismo autor asocia esta novela con las obras de Ponson, Tournier y F. Lloyd Wright, así como con Le Nœud de vipères de Mauriac. Perec explica que su motivación inicial fue escribir un gran lipograma, y que a partir de aquí se fue desarrollando la trama. Su intención era crear un libro distinto a los demás, influyente, que entretuviera y mantuviera un espíritu crítico en los lectores.

## Sobre la traducción
El proyecto de traducción de esta novela comenzó en 1986, por un grupo de estudiantes de la Universidad Autónoma de Barcelona dirigido por Marc Parayre y conformado por Pilar Arrufat, Sergi Belbel, Mercè Burrell, María Luisa de Tord, Roser Gauchola, Cristina Hernández, Hermes Salceda y Esther Valencia. En 1989 se publicaron algunos extractos de este trabajo, inicialmente titulado Y se esfumó, para la revista Caracola, n.º 3-4, con el título «El sueño de las letras: Oulipo». De esta época se conservaron, con escasos cambios, el prólogo y el capítulo II, así como una primera versión del capítulo IV proporcionada por Roser Gauchola.
El proyecto fue retomado alrededor de 1990 por Cristina Hernández, Hermes Salceda, Marc Parayre y Regina Vega, a quienes más tarde se unieron Marisol Arbués, Elisabeth Subirós y Mercé Murrel. Cristina y Elisabeth acabaron por abandonar el proyecto. La primera trabajó en los capítulos III, IV y V, y la segunda en los poemas del capítulo X y en el post scriptum. También colaboraron Jordi Abela, Enrique Gómez, Eugen Helmlé, Ramón Lladó, Clara Lorda, Gonzalo Pérez, Mireille Ribière, Guillem Sala, Shigeko Suzuki, y en el asesoramiento informático Helena Estremera, Javier Gómez y Joan Torroella.
La edición en castellano incluye un prefacio de Marc Parayre referido a las dificultades de traducir esta obra, y del logro de haberlo hecho pese a la imposibilidad augurada incluso por escritores cercanos al autor, como Harry Mathews.

## Estructura
De acuerdo con el lenguaje utilizado por el grupo de experimentación lingüística Oulipo al que pertenecía el autor, la omisión de una vocal en esta novela corresponde a una contrainte o «constricción» fonética.
La obra comienza con un prólogo referido al caos absoluto que se genera en Francia debido a la idea difundida por políticos y religiosos acerca del riesgo de morir de desnutrición. Luego el contenido se divide en cinco capítulos, titulados por nombres propios y enumerados desde el número II al VI. Dentro de estos capítulos se distribuyen 26 secciones, enumeradas de la 2 a la 27. La ausencia del capítulo I y de la sección 1 (en la traducción española) se corresponde con la supresión de la "a", primera letra del alfabeto; en la edición original los capítulos se numeran de I a VI y las secciones de 1 a 26 (número que se corresponde con el de las letras del alfabeto francés), pero no existe el capítulo V ni la sección 5, posición que ocupa la "e" en el alfabeto. Cada sección está subtitulada por una frase que sugiere su contenido. Al final se incluye un post scriptum, y ya fuera de la contrainte, una sección adicional con siete «metagrafos» retóricos de Jean Tardieu, Gérard de Nerval, De Maistre, E. Baron, Sade, un proverbio anglo-indio y otro texto anónimo.
Al menos en la versión en castellano, todo el contenido que no está supeditado por la contrainte fonética (información editorial, nota de los traductores, prefacio, metagrafos e índice) está escrito en color rojo.

## Personajes
Dada la restricción fonética impuesta en la obra, los nombres de los distintos personajes cambian en la traducción:
| Nombre original                       | Nombre en traducción              |
| ------------------------------------- | --------------------------------- |
| Anton Voyl                            | Tonio Vocel                       |
| Amaury Conson                         | Emery Consonte                    |
| Ibn Abbou                             | Hussein Ben I. Bou                |
| Arthur Wilburg Savorgnan/Tryphiodorus | Uriel Wilburg Severin/Tryphiodore |
| Olga                                  | Odile                             |
| Ottaviani/Ulrich                      | Orsini Ottevioni/Ulrich           |
| Aloysius Swann                        | Uliseos Switeword                 |
| Douglas Haig Clifford                 | Freddy Egg Butler                 |
| Augustus B. Clifford                  | Dominicus C. Butler               |

## Argumento

### Capítulo II
Tonio Vocel, tras padecer meses de insomnio, enferma mortalmente y delira presintiendo una ausencia que intenta describir en palabras. Rendido a la posibilidad de encontrar lo que busca, se pierde su rastro. Gracias a sus apuntes abandonados en su precario apartamento, su amigo Emery Consonte descubre pistas que lo llevan a afirmar que se trata de un secuestro. Consonte parte en su busca, acompañado por Odile, mujer casada pero obsesionada con Vocel; el policía Orsini Ottevioni (subalterno de Uliseos Switeword), y el distinguido jurisperito Hussein Ben I. Bou. Durante la búsqueda, Ben I. Bou es asesinado en su propia casa, dentro de la cual encuentran 26 folios de los 27 de un documento que le había dado Vocel. Sin aclararse ninguno de los dos crímenes, el entierro de Ben I. Bou se celebra con discursos de reconocidos intelectuales.

### Capítulo III
Emery Consonte es contactado por Uriel Wilburg Severin, un amigo inglés de Vocel que también había recibido pistas suyas prediciendo su desaparición. Ambos se reúnen con Odile en la gran casona que compartió brevemente con su difunto esposo, el cantante de música clásica Freddy Egg Butler, y que ahora comparte con su suegro, el teniente Dominicus C. Butler. Allí leen sus respectivas correspondencias con Vocel, en las que resalta la presencia del «negro» («blanc», en francés). Dominicus, que mantiene contacto con Uliseos Switeword y sigue el caso, discurre libremente sobre las pistas y brinda un festín a sus comensales;  a la mañana siguiente muere de un infarto. Consonte decide entonces llamar a Orsini Ottevioni.
Mientras esperan, Sioux, el asistente de Dominicus, les confiesa que Freddy Egg era en realidad un hijo ilegítimo de padres desconocidos, y que siendo apenas un bebé, de su ombligo Dominicus extrayó un «zohir». Este objeto, con forma de «A» («E», en francés) modificó los rigurosos rituales que su jefe practicaba impulsado por su líder religioso, el charlatán Otton Leipzig. En cierto momento el zohir se extravió, y su poseedor enloqueció. Entonces un indignado Otton fue a verlo a su casona, donde falleció inesperadamente. Dominicus, para redimirse, se convirtió en el preceptor de su hijo. Freddy Egg, pésimo estudiante, acabó desarrollando un gozo sin virtuosismo por el canto lírico. Durante uno de sus ensayos en la casona, se les manifestó el 27.º escrito faltante, lo que los hizo huir de terror. Ante la imposibilidad de recibir explicaciones convincentes de su padre, Freddy se largó de la casa, errando desorientado hasta conocer a Tonio Vocel y retomar con éxito su carrera de cantante. Tiempo después, intercediendo por su amigo, Vocel había ido a visitar a Dominicus, para confesarle que Freddy nunca lo había querido, que él le había robado el zohir y que desde entonces sufría por su posesión.

### Capítulo IV
Sioux continuó con su historia. El padre de Odile era «Negrete», descendiente griego de un grupo de delincuentes y socio de Otton Leipzig en el tráfico de opio. El símbolo de su mafia era una «A» («E», en francés). Negrete hizo dinero, se dedicó al cine y se enamoró fugazmente de Estelle, una estrella de Hollywood con la que tuvo a Odile. Poco después del parto, Estelle falleció de tuberculosis, dejando a su hija en una clínica de lujo. Negrete quiso ir a conocerla, pero en el camino fue asesinado por Otton, quien intentó en vano robarles la herencia de Estelle. Tras la muerte de Otton, Dominicus estuvo por años buscando a Odile, pero cesó en su búsqueda luego de enterarse del matrimonio entre ella y su hijo.
Tonio Vocel, durante su visita a Dominicus, logró descifrar los signos hallados en la casona, reconociendo en ellos una maldición. Ambos fueron a buscar a Freddy Egg a un concierto, pero ante la sorpresa de éste al ver a su padre, perdió el equilibrio y murió en plena presentación. Vocel cuidó de la viuda Odile, y se quisieron hasta enterarse de que Freddy era su mellizo, y que su verdadero padre fue Tryphiodore, un vagabundo místico.
Acabada la historia de Sioux, descubren que Freddy había ocultado el zohir en su pez mascota, el cual acababa de morir esa noche. Al enterarse de esto, Odile pierde el juicio y muere en el acto. Emery Consonte, tras una búsqueda infructuosa por nuevas pistas, se extravía en el miedo y la enfermedad, y teme haber sido envenenado.

### Capítulo V
Ottevioni llega al fin a la casona, acompañado por su jefe Uliseos Switeword. Mientras tanto, también ha muerto Emery Consonte, presintiendo como Vocel una ausencia. Antes de morir, Severin le había revelado que eran mellizos originarios de una tribu de Izmir, cuyo símbolo era también una «A» (E«», en francés) y que concentraba el poder en una fuerte jerarquía, que solía truncarse por frecuentes asesinatos. En realidad habían sido trillizos y ellos dos, menores, habían sido apartados; pero alguien había matado al primogénito, y el padre desde entonces había estado intentando vengarlo, matándolos a ellos y a sus nietos. Severin había estado buscando a Emery por todo el mundo, desde que se había enterado de la verdad, bajo la identidad de Tryphiodore. Enviudó de su esposa que le dejó seis recién nacidos, los cuales distribuyó a distintos tutores: Freddy Egg a Dominicus, Tonio Vocel y Hussein Ben I. Bou a otras dos familias, y Odile fue sustituida por el hijo nacido muerto de Estelle; los dos restantes intentó quedárselos pero fueron asesinados, del mismo modo que los hijos de Emery. Por fin, Severin también le confiesa a Emery que tuvo la oportunidad de contarle la verdad ya en una ocasión, y que no lo había hecho. Entonces Emery se abalanza sobre él, pero cae muerto en el acto.

### Capítulo VI
Orsini Ottevioni resulta ser Ulrich, uno de los mellizos de Severin secuestrados cuando niños y que lograron sobrevivir a la cadena de asesinatos. Su hermano, Yorick Scheurte, murió hace tiempo. Uliseos Switeword le entrega un texto con la letra ausente a Ottevioni, quien al leerlo muere en el acto. Uliseos, quien resulta ser el brazo derecho de «El Peludo», padre de Severin, también mata a Uriel Wilburg Severin, alias Tryphiodore.

## Análisis de la obra
Esta obra contiene varias alusiones al grupo de experimentación literaria Oulipo al cual pertenecía el autor. Por ejemplo, Perec sugiere que el personaje de Hussein Ben I. Bou pertenecía a este grupo, y durante su entierro una de las personalidades que habla es «Remón Quenó», trasunto de Raymond Queneau, cofundador del Oulipo. También se alude en el texto a los matemáticos oulipianos Claude Berge, François Le Lionnais, Paul Fournel, Jacques Bens y Jean Lescure. Otros recursos intertextuales aluden a autores y obras no oulipianos, como Rimbaud, Borges y Moby Dick.
De acuerdo con el estudioso Hermes Salceda, la búsqueda en la obra de la vocal inexistente en ella favorece una lectura metatextual de la novela, al mismo tiempo que dicha vocal actúa como motor de la diégesis. Al mismo tiempo, para Salceda la remoción de esta letra representa en el plano ficcional el pasado traumático de la infancia del autor. En particular, las alusiones al «blanco» («negro», en la traducción) evocan los tres principales valores semánticos de la ausencia de la «E» (la «A», en la traducción): la traba (el lipograma), la muerte (el «Rey Blanco» de la tribu) y los orígenes (la historia del «Rey Blanco» como fuente de la maldición). Para Salceda, la figura del «blanco» y la letra ausente están sobre todo manifestados en el personaje de Douglas Haig, quien trae consigo el zahir y que en la versión original en francés vive y muere rodeado por el blanco; sin embargo, también están presentes en otros personajes, como Aloysius Swann, cuyo nombre alude a la «señal blanca», o en El Barbudo (El Peludo, en la traducción), cuya cicatriz blanca en el labio se asemejan por lo demás a la propia cicatriz de Perec, la cual también juega un papel en sus obras El Condotiero y W o el recuerdo de la infancia.
Para Salceda, esta novela funciona a tres niveles: estilístico, de intriga policial y de saga familiar. La disparition puede leerse también como una parodia de novela policíaca, donde el «blanco» es el final de las investigaciones detectivescas y el origen de los asesinatos. Otra lectura posible es el de la historia de un grupo de niños adoptados y condenados a muerte, que buscan entender sus orígenes. Muchas madres mueren en el camino, y en este sentido el zahir que aparece en el ombligo de uno de estos niños es también una representación de la ausencia de la madre. En cuanto al zahir original de Borges, éste desarrolla dos ideas fundamentales: la maldición de su compañía, y el secreto (uno de los noventa y nueve nombres de Dios, con el significado del Universo). En El secuestro, Salceda reconoce que el zahir también porta una maldición, pero aquí se limita a representar la letra faltante, uno de los veintiséis nombres de Alá, de letras del alfabeto francés.

## Presentaciones en otros medios
El propio Perec intentó llevar esta obra al cine en 1980. Para este proyecto, titulado Signe particulier néant, el autor había sugerido inicialmente representar la ausencia de la letra «E» mediante la supresión de los travellings y de los planos largos, idea con la que Bernard Queysanne —codirector de Un homme qui dort (1974)— no se mostró de acuerdo. Posteriormente, Perec sugirió representar la ausencia de la letra mediante la supresión de los rostros en la película. Un manuscrito inconcluso de 1981 se titulaba Vous souvenez-vous de Griffin? y también estaba relacionado con este proyecto.
El 20 de febrero de 1977 se emitió por la radio France Culture el programa «Poésie ininterrompue: Georges Perec», que incluía lecturas de esta novela, Alphabets y Ulcérations, junto con una entrevista con Bernard Noël.